# 大波蘭地區格羅濟斯克
大波蘭地區格羅濟斯克（波蘭語：Grodzisk Wielkopolski）是波蘭的一座城市。2006年有人口13,703人。

## 友好城市
- 法國 贝通[1]

## 外部連結
- Grodzisk Wielkopolski official website（页面存档备份，存于）